# 1. Fußball-Club Saarbrücken 1999-2000
Questa voce raccoglie le informazioni riguardanti il 1. Fußball-Club Saarbrücken nelle competizioni ufficiali della stagione 1999-2000.

## Stagione
Nella stagione 1999-2000 il Saarbrücken, allenato da Klaus Toppmöller, concluse il campionato di Regionalliga ovest-sudovest al 1º posto. In Coppa di Germania il Saarbrücken fu eliminato al secondo turno dallo Schalke 04.

## Rosa
| N. |                     | Ruolo | Calciatore        |
| -- | ------------------- | ----- | ----------------- |
| 1  | Germania (bandiera) | P     | Peter Eich        |
| 3  | Ghana (bandiera)    | D     | Anthony Tiéku     |
| 4  | Germania (bandiera) | C     | Manfred Bender    |
| 8  | Nigeria (bandiera)  | A     | Sambo Choji       |
| 12 | Germania (bandiera) | P     | Harald Ebertz     |
| 13 | Germania (bandiera) | C     | Karsten Hutwelker |
| 14 | Germania (bandiera) | D     | Martin Molz       |
| 15 | Nigeria (bandiera)  | D     | Adiele Echendu    |
| 16 | Croazia (bandiera)  | D     | Raphael Susic     |
| 17 | Germania (bandiera) | C     | Norbert Hofmann   |
| 21 | Germania (bandiera) | A     | Andreas Haas      |
| 24 | Ucraina (bandiera)  | C     | Anatoli Mushinka  |
| 26 | Nigeria (bandiera)  | C     | Stephen Musa      |
| 27 | Germania (bandiera) | D     | Carsten Birk      |

| N. |                     | Ruolo | Calciatore           |
| -- | ------------------- | ----- | -------------------- |
| 5  | Germania (bandiera) | D     | Andreas Fellhauer    |
| 7  | Germania (bandiera) | D     | Jens Gerlach         |
| 20 | Germania (bandiera) | D     | Matthias Hohmann     |
| 31 | Germania (bandiera) | D     | Matthias Sellmann    |
| 18 | Germania (bandiera) | D     | Torsten Wruck        |
| 19 | Francia (bandiera)  | C     | Olivier Caillas      |
| 15 | Francia (bandiera)  | C     | Jean-Philippe Séchet |
| 11 | Germania (bandiera) | C     | Dino Toppmöller      |
| 30 | Lituania (bandiera) | C     | Kirill Varaksin      |
| 6  | Bulgaria (bandiera) | A     | Martin Kušev         |
| 22 | Germania (bandiera) | A     | Michael Petri        |
| 23 | Ungheria (bandiera) | A     | Andras Tölcseres     |
| 9  | Slovenia (bandiera) | A     | Branko Zibert        |

## Organigramma societario
Area tecnica
- Allenatore: Klaus Toppmöller
- Allenatore in seconda: Werner Melzer
- Preparatore dei portieri:
- Preparatori atletici:
- Analisi video:

## Calciomercato

### Sessione estiva
| Acquisti | Acquisti          | Acquisti             | Acquisti |
| R.       | Nome              | da                   | Modalità |
| -------- | ----------------- | -------------------- | -------- |
| A        | Eric Wynalda      | Miami Fusion         |          |
| D        | Adiele Echendu    | Borussia Neunkirchen |          |
| D        | Andreas Fellhauer | VfR Mannheim         |          |
| C        | Thorsten Flick    | Napoli               |          |
| C        | Norbert Hofmann   | Bochum               |          |
| D        | Matthias Hohmann  | Sandhausen           |          |
| C        | Karsten Hutwelker | Colonia              |          |
| A        | Martin Kušev      | Slavia Sofia         |          |
| D        | Martin Molz       | Norimberga           |          |
| A        | Andras Tölcseres  | Quelle Fürth         |          |

| Cessioni | Cessioni             | Cessioni             | Cessioni |
| R.       | Nome                 | a                    | Modalità |
| -------- | -------------------- | -------------------- | -------- |
| C        | Thorsten Flick       | Oldenburg            |          |
| C        | Juan Carlos Corvalan | Elversberg           |          |
| A        | Taifour Diane        | Alemannia Aquisgrana |          |
| D        | Helmut Gabriel       | Saarbrücken II       |          |
| D        | Patrick Klyk         | Elversberg           |          |
| C        | Paolo da Palma       | Homburg              |          |

### Sessione invernale
| Acquisti | Acquisti       | Acquisti  | Acquisti |
| R.       | Nome           | da        | Modalità |
| -------- | -------------- | --------- | -------- |
| C        | Manfred Bender | Karlsruhe |          |

| Cessioni | Cessioni      | Cessioni     | Cessioni |
| R.       | Nome          | a            | Modalità |
| -------- | ------------- | ------------ | -------- |
| C        | Slaven Stanic | LR Ahlen     |          |
| C        | Franz Weber   | SV Hundsheim |          |
| A        | Eric Wynalda  | Miami Fusion |          |

## Risultati

### Regionalliga ovest-sudovest

#### Girone di andata
| Arbitro: | Berg |

|           |           |            |
| Choji 45’ | Marcatori | 15’ Putilo |

| Arbitro: | Friedrichs |

|                     |           |                            |
| Teixeira 76’ (rig.) | Marcatori | 30’, 35’, 89’ (rig.) Choji |

| Arbitro: | Späker |

|                        |           |  |
| Séchet 63’, 71’ (rig.) | Marcatori |  |

| Verl 15 agosto 1999, ore 15:00 CEST 4ª giornata | Verl    | 0 – 0 referto | Saarbrücken | Stadion an der Poststraße (1 200 spett.)\| Arbitro: \| Seemann \| |
| Arbitro:                                        | Seemann |               |             |                                                                   |

| Arbitro: | Schütz |

|                                 |           |  |
| Séchet 52’ Choji 65’ Zibert 88’ | Marcatori |  |

| Arbitro: | Weber |

|  |           |           |
|  | Marcatori | 59’ Choji |

| Arbitro: | Albers |

|           |           |  |
| Choji 15’ | Marcatori |  |

| Arbitro: | Gettke |

|          |           |                    |
| Wolf 14’ | Marcatori | 63’ (rig.) Gerlach |

| Arbitro: | Schneider |

|  |           |            |
|  | Marcatori | 82’ Zibert |

| Arbitro: | Aust |

|           |           |                  |
| Choji 76’ | Marcatori | 77’ (rig.) Stark |

| Arbitro: | Jansen |

|             |           |  |
| Tonello 24’ | Marcatori |  |

| Arbitro: | Späker |

|                     |           |           |
| Séchet 54’ Musa 90’ | Marcatori | 59’ Adzic |

| 17 ottobre 1999 13ª giornata |  | – turno di riposo |  |  |

| Arbitro: | Steil |

|                          |           |            |
| Zibert 54’ Hutwelker 80’ | Marcatori | 19’ Peters |

| Arbitro: | Kinhöfer |

|               |           |  |
| Melunovic 10’ | Marcatori |  |

| Arbitro: | Milic |

|                                    |           |  |
| Séchet 10’ Hutwelker 23’ Petri 82’ | Marcatori |  |

| Arbitro: | Scheppe |

|  |           |                                                              |
|  | Marcatori | 19’ Hutwelker 39’ (rig.) Gerlach 45’, 67’ Choji 48’ Mushinka |

| Arbitro: | Gruse |

|                                                         |           |  |
| Choji 3’ Wynalda 16’ Mushinka 49’ Séchet 56’ Zibert 75’ | Marcatori |  |

| Arbitro: | Schütz |

|  |           |                        |
|  | Marcatori | 18’ Wynalda 87’ Zibert |

#### Girone di ritorno
| Düsseldorf 11 dicembre 1999, ore 14:15 CET 20ª giornata | Fortuna Düsseldorf | 0 – 0 referto | Saarbrücken | Rheinstadion (4 000 spett.)\| Arbitro: \| Friedrichs \| |
| Arbitro:                                                | Friedrichs         |               |             |                                                         |

| Arbitro: | Kortholt |

|                                 |           |                           |
| Mushinka 13’ Gerlach 56’ (rig.) | Marcatori | 16’ Teixeira 90’ Bradasch |

| Arbitro: | Gruse |

|  |           |                                        |
|  | Marcatori | 18’, 39’ Kušev 29’ Choji 81’ Hutwelker |

| Arbitro: | Haupt |

|                              |           |  |
| Choji 15’ Gerlach 83’ (rig.) | Marcatori |  |

| Arbitro: | Aust |

|              |           |  |
| Castilla 49’ | Marcatori |  |

| Arbitro: | Buchkremer |

|                                |           |  |
| Hutwelker 32’, 81’ Hofmann 65’ | Marcatori |  |

| Arbitro: | Seemann |

|           |           |                    |
| Türker 8’ | Marcatori | 63’ (aut.) Schäfer |

| Arbitro: | Schneider |

|                      |           |          |
| Susic 13’ Bender 68’ | Marcatori | 45’ Skok |

| Arbitro: | Göbel |

|                                           |           |  |
| Hutwelker 19’, 78’ Choji 29’ Mushinka 90’ | Marcatori |  |

| Arbitro: | Inderhees |

|  |           |                         |
|  | Marcatori | 45’ Choji 90’ Hutwelker |

| Arbitro: | Buchkremer |

|                                                |           |  |
| Hasa 5’ (aut.) Bender 65’ Musa 76’ Hofmann 80’ | Marcatori |  |

| Arbitro: | Schütz |

|  |           |                     |
|  | Marcatori | 45’, 57’, 69’ Choji |

| 16 aprile 2000 32ª giornata |  | – turno di riposo |  |  |

| Arbitro: | Webers |

|                                              |           |                                |
| Krohm 53’ Canale 67’ Fengler 80’ Litimba 89’ | Marcatori | 19’ Choji 90’ (rig.) Hutwelker |

| Arbitro: | Späker |

|                        |           |        |
| Molz 86’ Hutwelker 87’ | Marcatori | 7’ Seo |

| Arbitro: | Kynast |

|                       |           |  |
| Porcello 69’ Enge 86’ | Marcatori |  |

| Arbitro: | Friedrichs |

|                |           |  |
| Bender 4’, 30’ | Marcatori |  |

| Dortmund 21 maggio 2000, ore 15:00 CEST 37ª giornata | Borussia Dortmund II | 0 – 0 referto | Saarbrücken | Stadio Rote Erde (1 320 spett.)\| Arbitro: \| Müller \| |
| Arbitro:                                             | Müller               |               |             |                                                         |

| Arbitro: | Haupt |

|                                    |           |                      |
| Choji 35’ Zibert 74’ Hutwelker 81’ | Marcatori | 68’ Grad 83’ Meinert |

### Coppa di Germania
| Arbitro: | Perl |

|  |           |          |
|  | Marcatori | 21’ Sand |

## Statistiche

### Statistiche di squadra
| Competizione                | Punti | In casa | In casa | In casa | In casa | In casa | In casa | In trasferta | In trasferta | In trasferta | In trasferta | In trasferta | In trasferta | Totale | Totale | Totale | Totale | Totale | Totale | DR  |
| Competizione                | Punti | G       | V       | N       | P       | Gf      | Gs      | G            | V            | N            | P            | Gf           | Gs           | G      | V      | N      | P      | Gf     | Gs     | DR  |
| --------------------------- | ----- | ------- | ------- | ------- | ------- | ------- | ------- | ------------ | ------------ | ------------ | ------------ | ------------ | ------------ | ------ | ------ | ------ | ------ | ------ | ------ | --- |
| Regionalliga ovest-sudovest | 77    | 18      | 15      | 3       | 0       | 44      | 10      | 18           | 8            | 5            | 5            | 25           | 12           | 36     | 23     | 8      | 5      | 69     | 22     | +47 |
| Coppa di Germania           | -     | 1       | 0       | 0       | 1       | 0       | 1       | 0            | 0            | 0            | 0            | 0            | 0            | 1      | 0      | 0      | 1      | 0      | 1      | -1  |
| Totale                      | 77    | 19      | 15      | 3       | 1       | 44      | 11      | 18           | 8            | 5            | 5            | 25           | 12           | 37     | 23     | 8      | 6      | 69     | 23     | +46 |

### Andamento in campionato
| Giornata  | 1 | 2 | 3 | 4 | 5 | 6 | 7 | 8 | 9 | 10 | 11 | 12 | 13 | 14 | 15 | 16 | 17 | 18 | 19 | 20 | 21 | 22 | 23 | 24 | 25 | 26 | 27 | 28 | 29 | 30 | 31 | 32 | 33 | 34 | 35 | 36 | 37 | 38 |
| --------- | - | - | - | - | - | - | - | - | - | -- | -- | -- | -- | -- | -- | -- | -- | -- | -- | -- | -- | -- | -- | -- | -- | -- | -- | -- | -- | -- | -- | -- | -- | -- | -- | -- | -- | -- |
| Luogo     | C | T | C | T | C | T | C | T | T | C  | T  | C  |    | C  | T  | C  | T  | C  | T  | T  | C  | T  | C  | T  | C  | T  | C  | C  | T  | C  | T  |    | T  | C  | T  | C  | T  | C  |
| Risultato | N | V | V | N | V | V | V | N | V | N  | P  | V  |    | V  | P  | V  | V  | V  | V  | N  | N  | V  | V  | P  | V  | N  | V  | V  | V  | V  | V  |    | P  | V  | P  | V  | N  | V  |
| Posizione | 9 | 4 | 2 | 2 | 2 | 1 | 1 | 1 | 1 | 2  | 3  | 3  | 3  | 2  | 3  | 2  | 1  | 1  | 1  | 1  | 2  | 1  | 1  | 1  | 1  | 1  | 1  | 1  | 1  | 1  | 1  | 1  | 1  | 1  | 1  | 1  | 1  | 1  |

Legenda:

Luogo: C = Casa; T = Trasferta. Risultato: V = Vittoria; N = Pareggio; P = Sconfitta.

### Statistiche dei giocatori
| Giocatore     | Regionalliga | Regionalliga | Regionalliga | Regionalliga | Coppa di Germania | Coppa di Germania | Coppa di Germania | Coppa di Germania | Totale   | Totale | Totale      | Totale     |
| Giocatore     | Presenze     | Reti         | Ammonizioni  | Espulsioni   | Presenze          | Reti              | Ammonizioni       | Espulsioni        | Presenze | Reti   | Ammonizioni | Espulsioni |
| ------------- | ------------ | ------------ | ------------ | ------------ | ----------------- | ----------------- | ----------------- | ----------------- | -------- | ------ | ----------- | ---------- |
| M. Bender     | 12           | 4            | 0            | 0            | 0                 | 0                 | 0                 | 0                 | 12       | 4      | 0           | 0          |
| C. Birk       | 1            | 0            | 0            | 0            | 0                 | 0                 | 0                 | 0                 | 1        | 0      | 0           | 0          |
| O. Caillas    | 23           | 0            | 3            | 0            | 1                 | 0                 | 0                 | 0                 | 24       | 0      | 3           | 0          |
| S. Choji      | 35           | 20           | 4            | 1            | 1                 | 0                 | 0                 | 0                 | 36       | 20     | 4           | 1          |
| H. Ebertz     | 16           | 0            | 2            | 0            | 1                 | 0                 | 0                 | 0                 | 17       | 0      | 2           | 0          |
| A. Echendu    | 30           | 0            | 6            | 2            | 1                 | 0                 | 0                 | 0                 | 31       | 0      | 6           | 2          |
| P. Eich       | 20           | 0            | 1            | 0            | 0                 | 0                 | 0                 | 0                 | 20       | 0      | 1           | 0          |
| A. Fellhauer  | 3            | 0            | 0            | 0            | 0                 | 0                 | 0                 | 0                 | 3        | 0      | 0           | 0          |
| T. Flick      | 6            | 0            | 0            | 0            | 0                 | 0                 | 0                 | 0                 | 6        | 0      | 0           | 0          |
| J. Gerlach    | 28           | 4            | 7            | 0            | 0                 | 0                 | 0                 | 0                 | 28       | 4      | 7           | 0          |
| A. Haas       | 0            | 0            | 0            | 0            | 0                 | 0                 | 0                 | 0                 | 0        | 0      | 0           | 0          |
| N. Hofmann    | 22           | 2            | 1            | 0            | 0                 | 0                 | 0                 | 0                 | 22       | 2      | 1           | 0          |
| M. Hohmann    | 5            | 0            | 1            | 0            | 0                 | 0                 | 0                 | 0                 | 5        | 0      | 1           | 0          |
| K. Hutwelker  | 35           | 12           | 5            | 0            | 1                 | 0                 | 0                 | 0                 | 36       | 12     | 5           | 0          |
| M. Kušev      | 16           | 2            | 1            | 0            | 0                 | 0                 | 0                 | 0                 | 16       | 2      | 1           | 0          |
| M. Molz       | 34           | 1            | 4            | 0            | 1                 | 0                 | 0                 | 0                 | 35       | 1      | 4           | 0          |
| S. Musa       | 29           | 2            | 3            | 1            | 1                 | 0                 | 0                 | 0                 | 30       | 2      | 3           | 1          |
| A. Mushinka   | 27           | 4            | 7            | 0            | 1                 | 0                 | 0                 | 0                 | 28       | 4      | 7           | 0          |
| M. Petri      | 8            | 1            | 0            | 0            | 0                 | 0                 | 0                 | 0                 | 8        | 1      | 0           | 0          |
| M. Sellmann   | 0            | 0            | 0            | 0            | 0                 | 0                 | 0                 | 0                 | 0        | 0      | 0           | 0          |
| S. Stanic     | 11           | 0            | 1            | 0            | 1                 | 0                 | 0                 | 0                 | 12       | 0      | 1           | 0          |
| R. Susic      | 29           | 1            | 4            | 0            | 1                 | 0                 | 0                 | 0                 | 30       | 1      | 4           | 0          |
| J. Séchet     | 30           | 6            | 6            | 0            | 1                 | 0                 | 0                 | 0                 | 31       | 6      | 6           | 0          |
| A. Tiéku      | 24           | 0            | 6            | 1            | 1                 | 0                 | 0                 | 0                 | 25       | 0      | 6           | 1          |
| D. Toppmöller | 4            | 0            | 0            | 0            | 0                 | 0                 | 0                 | 0                 | 4        | 0      | 0           | 0          |
| A. Tölcseres  | 14           | 0            | 1            | 0            | 1                 | 0                 | 0                 | 0                 | 15       | 0      | 1           | 0          |
| K. Varaksin   | 2            | 0            | 0            | 0            | 0                 | 0                 | 0                 | 0                 | 2        | 0      | 0           | 0          |
| T. Wruck      | 0            | 0            | 0            | 0            | 0                 | 0                 | 0                 | 0                 | 0        | 0      | 0           | 0          |
| E. Wynalda    | 4            | 2            | 1            | 0            | 0                 | 0                 | 0                 | 0                 | 4        | 2      | 1           | 0          |
| B. Zibert     | 28           | 6            | 3            | 1            | 1                 | 0                 | 1                 | 0                 | 29       | 6      | 4           | 1          |